# HD 13818
HD 13818，又名BD+47 590，SAO 37905、HR 653，是一颗恒星，视星等为6.33，位于銀經137.3，銀緯-12.69，其B1900.0坐标为赤經2h 9m 29.9s，赤緯+47° -12.69′ 51″。